# Masacre de Santander de Quilichao de 2023
La masacre de Santander de Quilichao fue un trágico evento ocurrido el 22 de diciembre de 2023, que impactó a la comunidad del resguardo de Canoas, en el municipio de Santander de Quilichao, Cauca, Colombia.
En la madrugada, hombres armados irrumpieron en la residencia de un profesor y asesinaron a cinco personas, incluyendo a su esposa, su hija de 15 años y dos jóvenes comuneros.
Este acto de violencia se suma a una serie de homicidios en la región, exacerbando la crisis humanitaria y la inseguridad en el área.

## Procedimientos judiciales
Tras la masacre, las autoridades han intensificado sus esfuerzos para esclarecer los hechos y llevar a los responsables ante la justicia. 
La investigación ha sido compleja debido a la naturaleza violenta del crimen, en el cual cinco personas fueron asesinadas en el resguardo de Canoas.
Las autoridades manejan varias hipótesis, incluida la posible participación de grupos armados ilegales en la región.
Se han realizado operativos para recopilar pruebas y testimonios que ayuden a identificar a los perpetradores.  
Además, se ha ofrecido una recompensa de 50 millones de pesos por información que conduzca a la captura de los responsables.
El caso sigue en desarrollo, con las autoridades comprometidas a redoblar esfuerzos para garantizar la seguridad y justicia para las víctimas y sus familias.